# Cehnice
Cehnice falu és önkormányzat (obec) Csehország Dél-csehországi kerületének Strakonicei járásában. Területe 14,69 km², lakosainak száma 464 (2008. 12. 31). A falu Strakonicétől mintegy 11 km-re délkeletre, České Budějovicétől 43 km-re északnyugatra, és Prágától 101 km-re délre fekszik.

## Az önkormányzathoz tartozó települések
- Cehnice
- Dunovice

## Népesség
A település népessége az elmúlt években az alábbi módon változott:
| Lakosok száma | 1012 | 1004 | 931  | 651  | 561  | 438  | 489  | 495  | 500  | 513  |
|               | 1869 | 1890 | 1921 | 1950 | 1980 | 2001 | 2017 | 2019 | 2022 | 2024 |